# Duesme
Duesme est une commune française située dans le canton de Châtillon-sur-Seine du  département de la Côte-d'Or, en région Bourgogne-Franche-Comté.

## Géographie

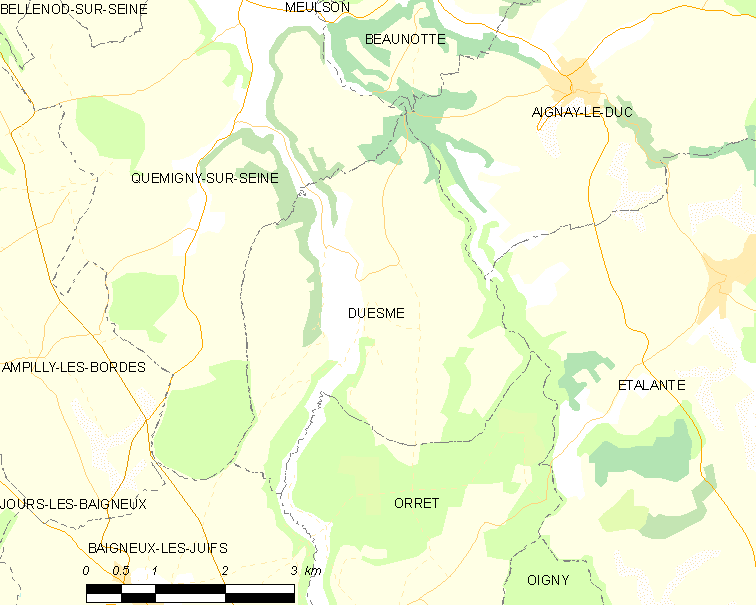

La superficie de Duesme qui se situe à 54,5 kilomètres au nord de Dijon est de 13 km2 à une altitude moyenne de 320 mètres. En dehors des vallées de la Seine et du Revinson dont les flancs sont boisés, le parcellaire est essentiellement constitué d'agriculture et de pâture. Le GR 2 (sentier de grande randonnée Le Havre-Dijon) traverse le finage par le village et le hameau de Gronet.
L'agglomération se situe sur la rive droite de la douix de Lafont - ou Trou-Madame - au pied du versant ouest d'un promontoire creusé par le confluent de la Seine qui prend sa source à 18 kilomètres. Elle possède deux agglomérations sur les hauteurs, Gronet et Chassin.

### Accessibilité
Les gares ferroviaires les plus proches se trouvent à Thenissey (17,2 kilomètres), Venarey-les-Laumes (19,98 kilomètres) et Verrey-sous-Salmaise (22,82 kilomètres).

### Hameaux, écarts, lieux-dits
- Hameau de * GRONET détaché du village de Duesme, perché sur les hauteurs à une distance d'un kilomètre, faisant face au Château Féodal, séparé par la Seine et sa vallée verdoyante.

(Chambres d'hôtes).
- habitat écarté : ferme Chassin.

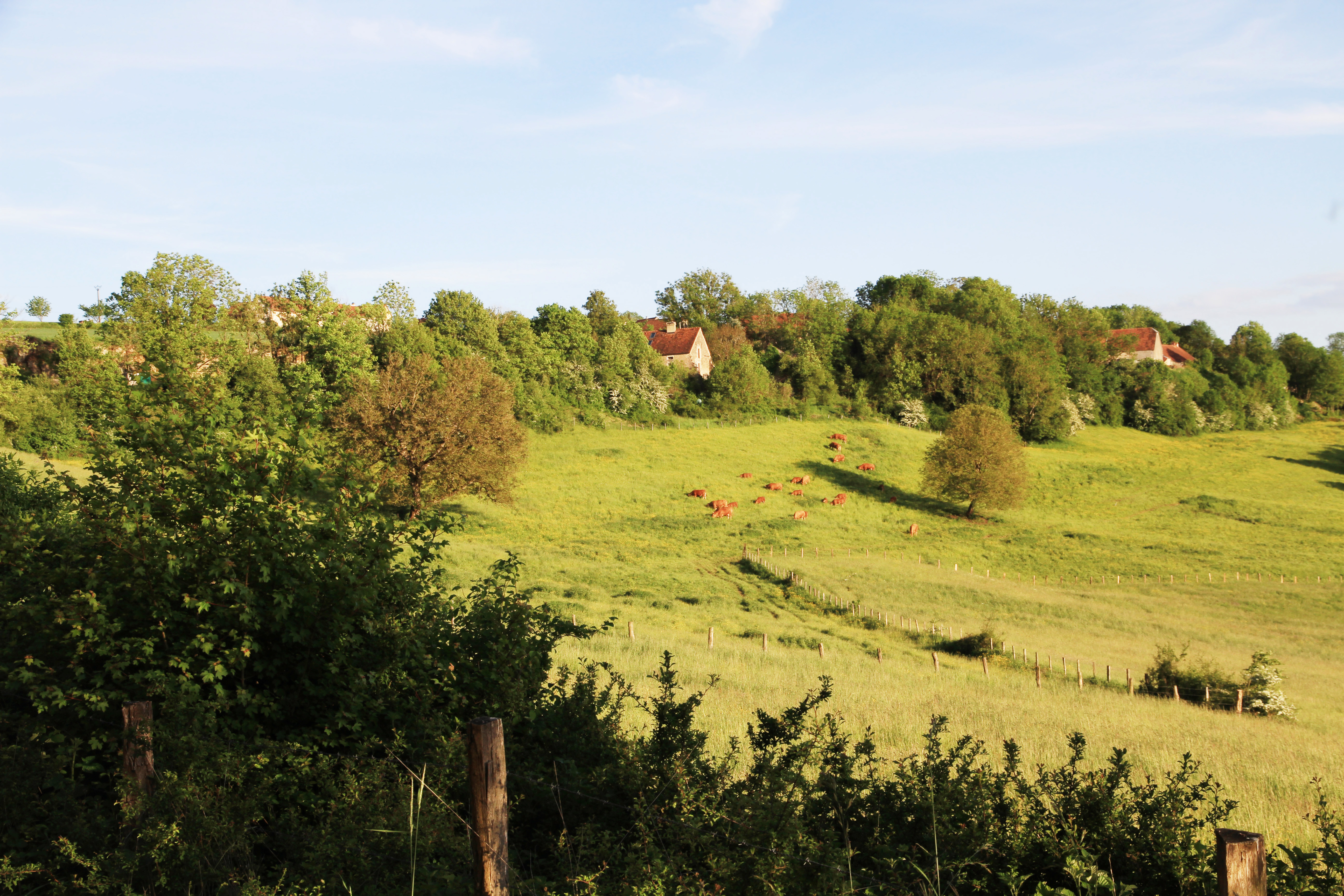
Brunes des Alpes au pâturage devant Gronet.
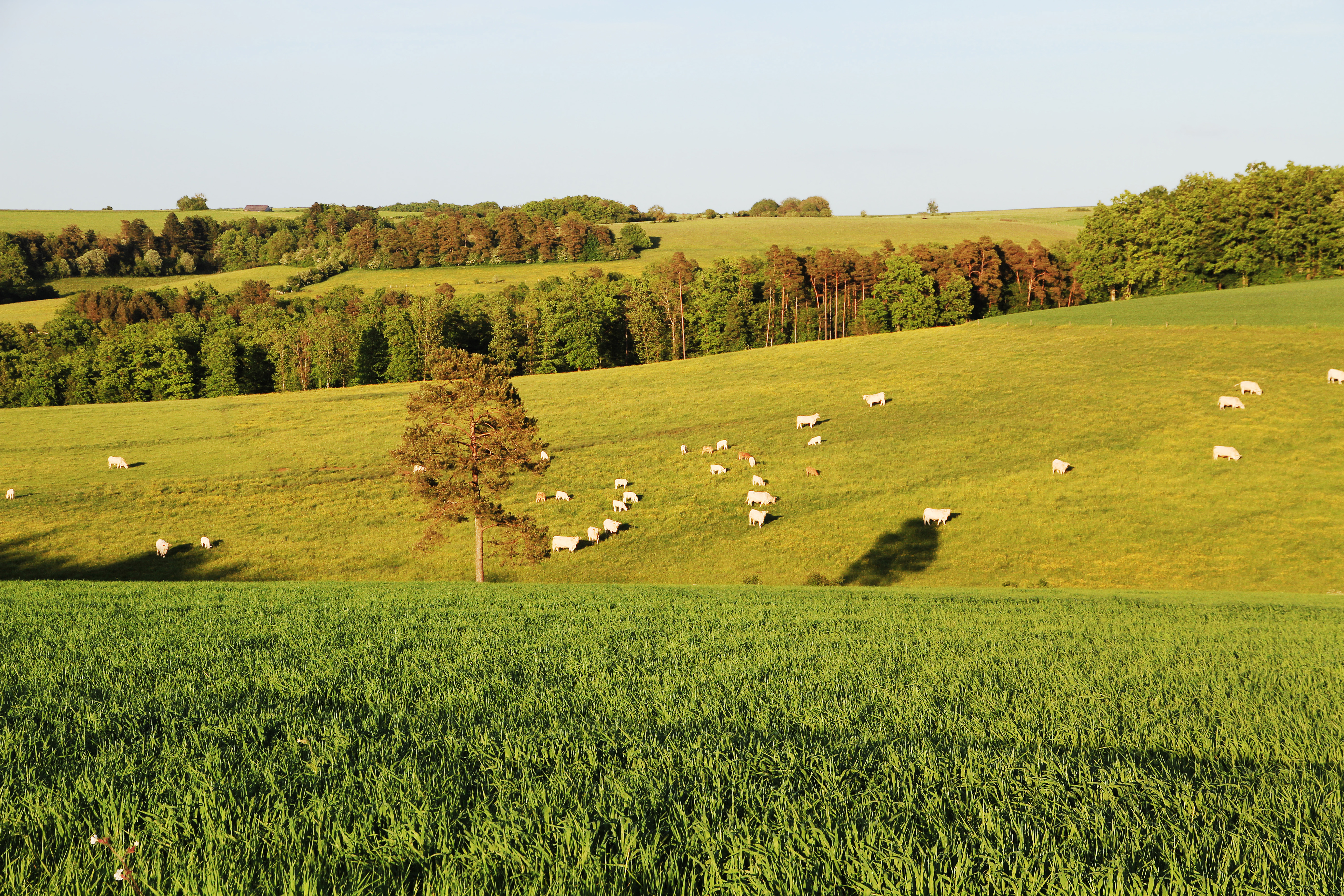
Charolaises près de Chassin.

### Climat
Pour des articles plus généraux, voir Climat de la Bourgogne-Franche-Comté et Climat de la Côte-d'Or.
En 2010, le climat de la commune est de type climat des marges montargnardes, selon une étude du Centre national de la recherche scientifique s'appuyant sur une série de données couvrant la période 1971-2000. En 2020, Météo-France publie une typologie des climats de la France métropolitaine dans laquelle la commune est exposée à un climat océanique altéré et est dans la région climatique  Lorraine, plateau de Langres, Morvan, caractérisée par un hiver rude (1,5 °C), des vents modérés et des brouillards fréquents en automne et hiver. 
Pour la période 1971-2000, la température annuelle moyenne est de 9,7 °C, avec une amplitude thermique annuelle de 16,2 °C. Le cumul annuel moyen de précipitations est de 958 mm, avec 13,5 jours de précipitations en janvier et 8,8 jours en juillet. Pour la période 1991-2020, la température moyenne annuelle observée sur la station météorologique de Météo-France la plus proche, « Bure Les Templiers_sapc », sur la commune de Bure-les-Templiers à 19 km à vol d'oiseau, est de 10,7 °C et le cumul annuel moyen de précipitations est de 898,2 mm,. Pour l'avenir, les paramètres climatiques de la commune estimés pour 2050 selon différents scénarios d'émission de gaz à effet de serre sont consultables sur un site dédié publié par Météo-France en novembre 2022.

## Urbanisme

### Typologie
Au 1er janvier 2024, Duesme est catégorisée commune rurale à habitat très dispersé, selon la nouvelle grille communale de densité à 7 niveaux définie par l'Insee en 2022.
Elle est située hors unité urbaine et hors attraction des villes,.

### Occupation des sols
L'occupation des sols de la commune, telle qu'elle ressort de la base de données européenne d’occupation biophysique des sols Corine Land Cover (CLC), est marquée par l'importance des territoires agricoles (81,1 % en 2018), une proportion identique à celle de 1990 (81,1 %). La répartition détaillée en 2018 est la suivante : terres arables (68,5 %), forêts (18,9 %), prairies (12,6 %). L'évolution de l’occupation des sols de la commune et de ses infrastructures peut être observée sur les différentes représentations cartographiques du territoire : la carte de Cassini (XVIIIe siècle), la carte d'état-major (1820-1866) et les cartes ou photos aériennes de l'IGN pour la période actuelle (1950 à aujourd'hui).

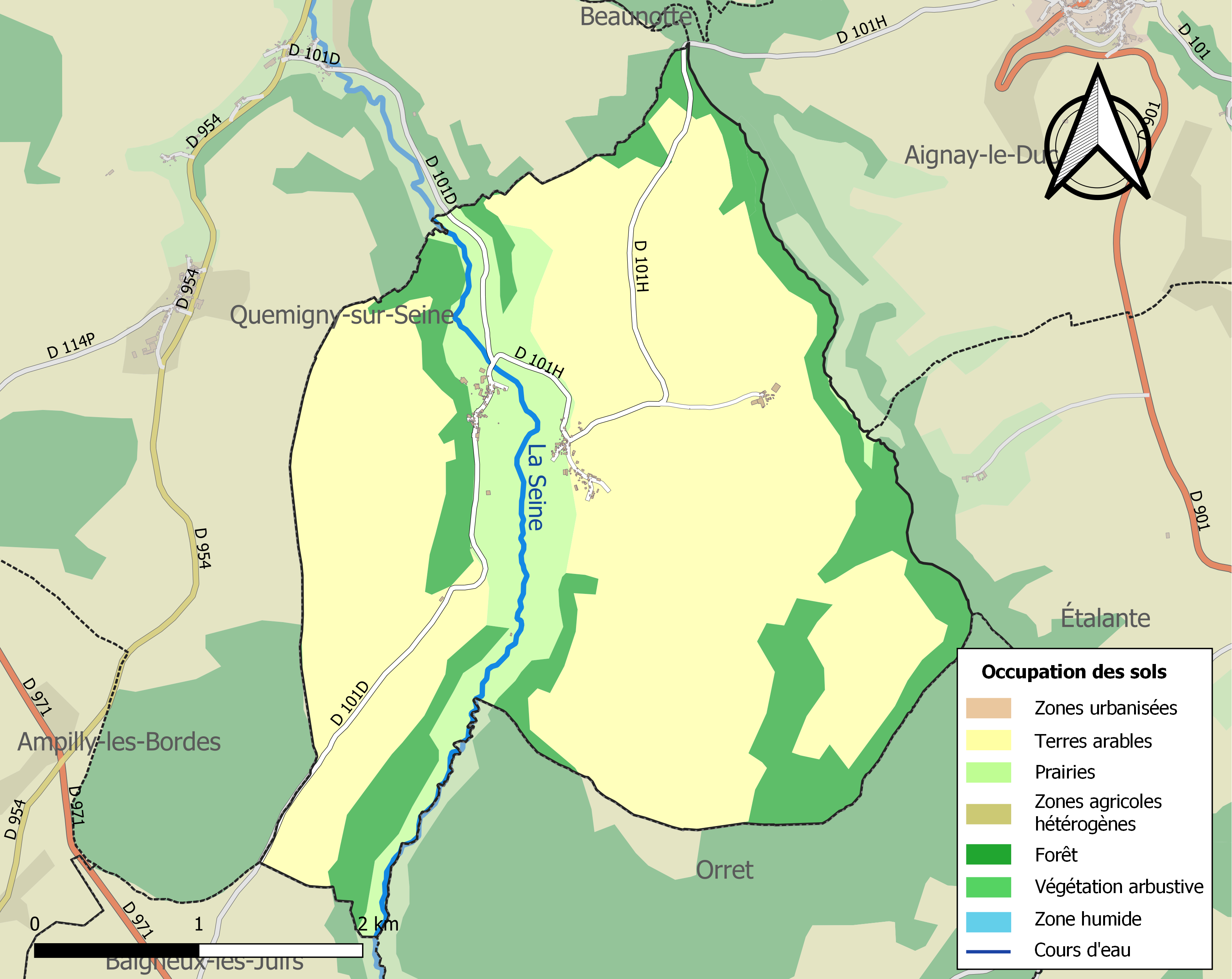
Carte des infrastructures et de l'occupation des sols de la commune en 2018 (CLC).

## Histoire

### Préhistoire

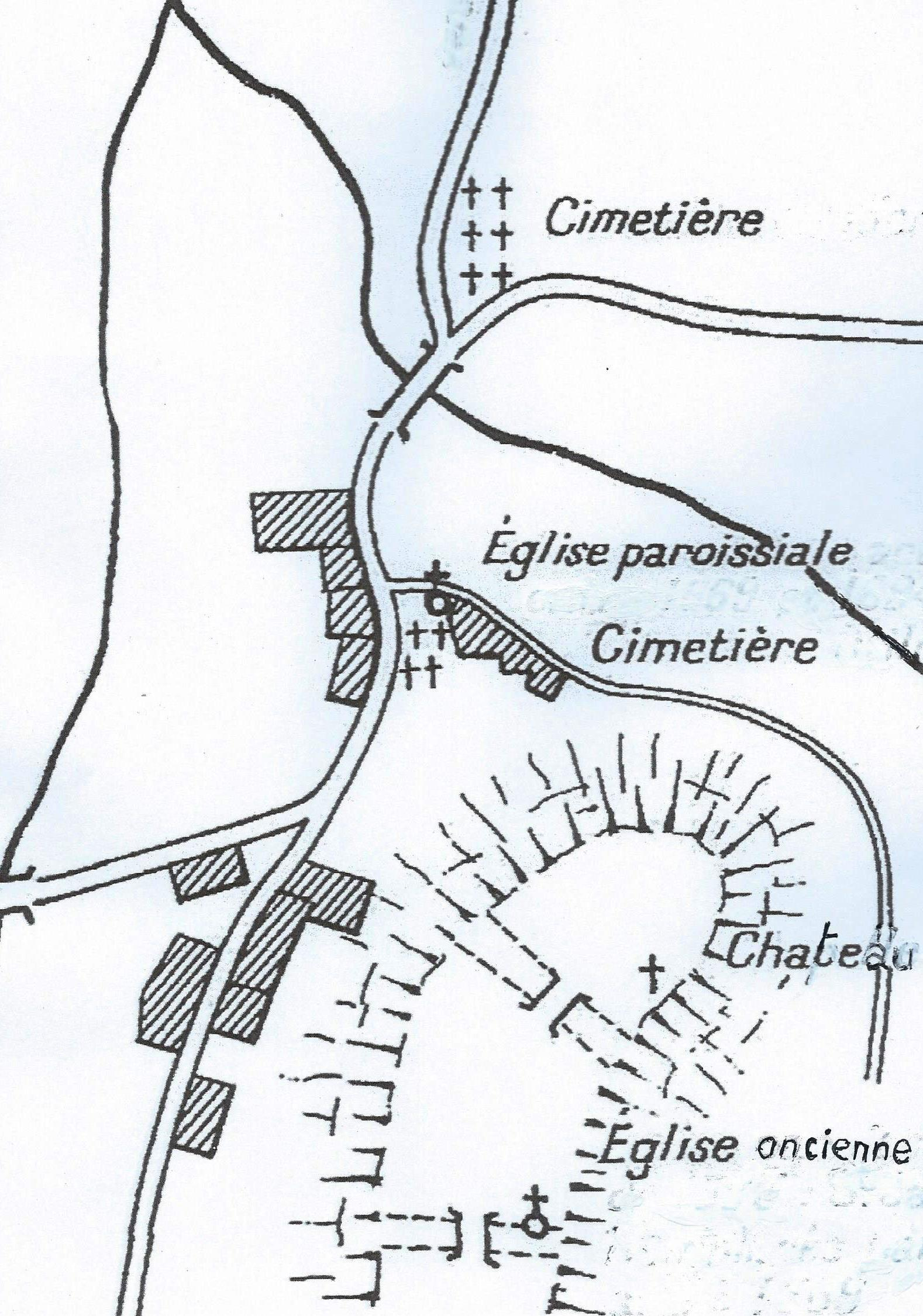
Ancien plan.

L'éperon escarpé du promontoire, facile à barrer, a attiré les hommes dès le néolithique : un fossé datant de cette période a été identifié dans l'entourage immédiat des ruines de l'ancien château féodal.

### Antiquité
Les racines du village actuel résident probablement sur ce relief. Les éléments gallo-romains trouvés en ré-emploi dans les restes de celui-ci attestent du maintien de cette occupation au temps des Lingons. Cependant à cette époque tout le Duesmois est détaché de leur territoire pour être rattaché à celui des Eduens et au diocèse d'Autun.

### Moyen Âge
Dès l'époque carolingienne, Duesme est le centre d'un comté qui s'étend d'Ampilly-le-Sec à Poiseul-la-Ville. Une forteresse est implantée au nord du promontoire dès le XIIe siècle par les seigneurs de Duesme. Le village et son église paroissiale semblent alors établis également sur l'éperon au sud de celui-ci. Le château passe ensuite aux ducs de Bourgogne qui le fortifient en 1355 pour pouvoir résister aux grandes compagnies.

### Époque moderne
Dégradé par les guerres de Religion le château est démantelé en 1595 sur ordre de Henri IV puis détruit en 1776. Les vestiges appartiennent à un propriétaire privé. À partir du XVIIe siècle, le village et son église se déplacent vers le confluent et les rives du ruisseau de la Fons, sur le versant ouest du promontoire.

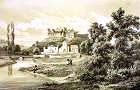
Duesme au XVIIe siècle, encore surmonté des vestiges du château.
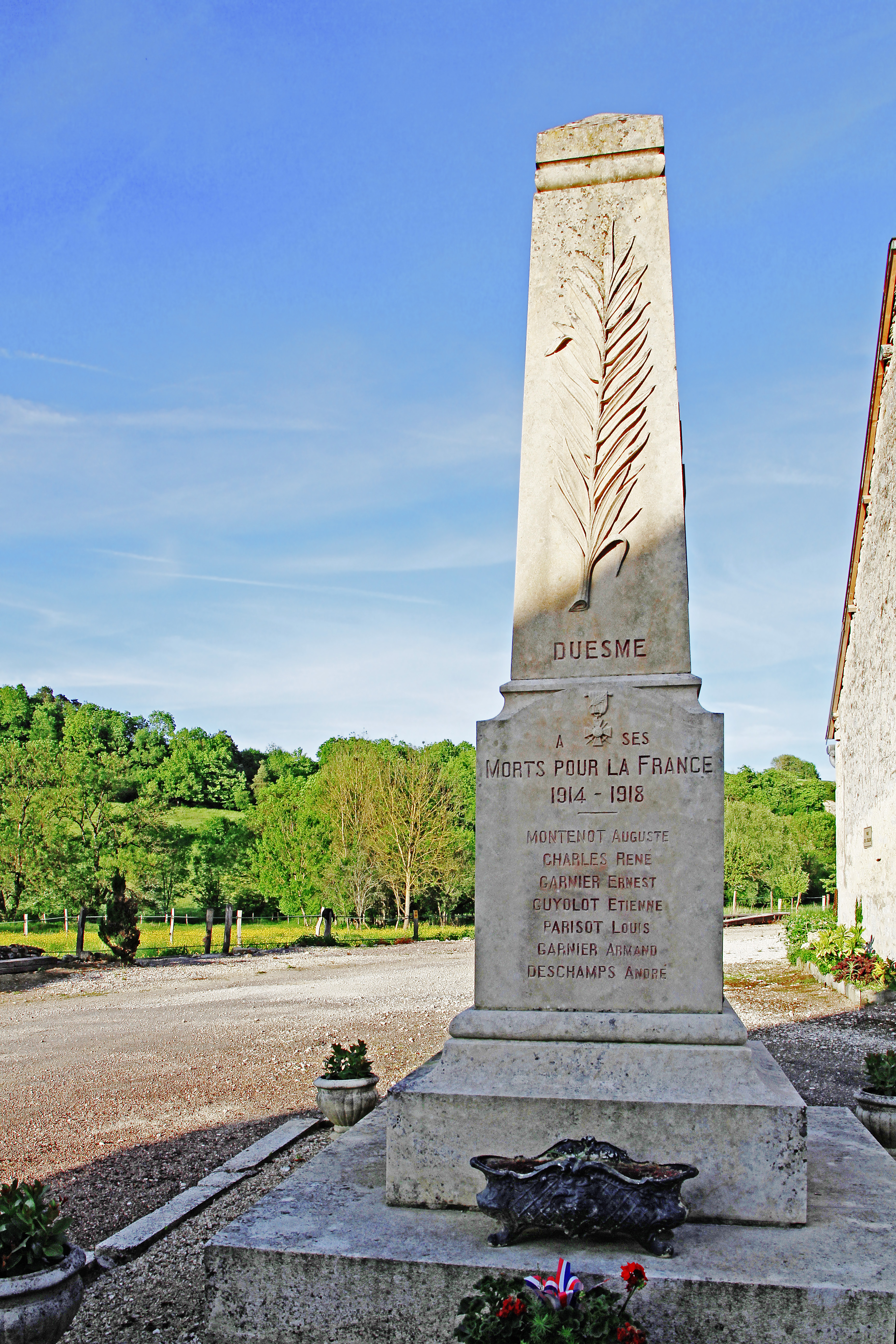
Le monument aux morts.
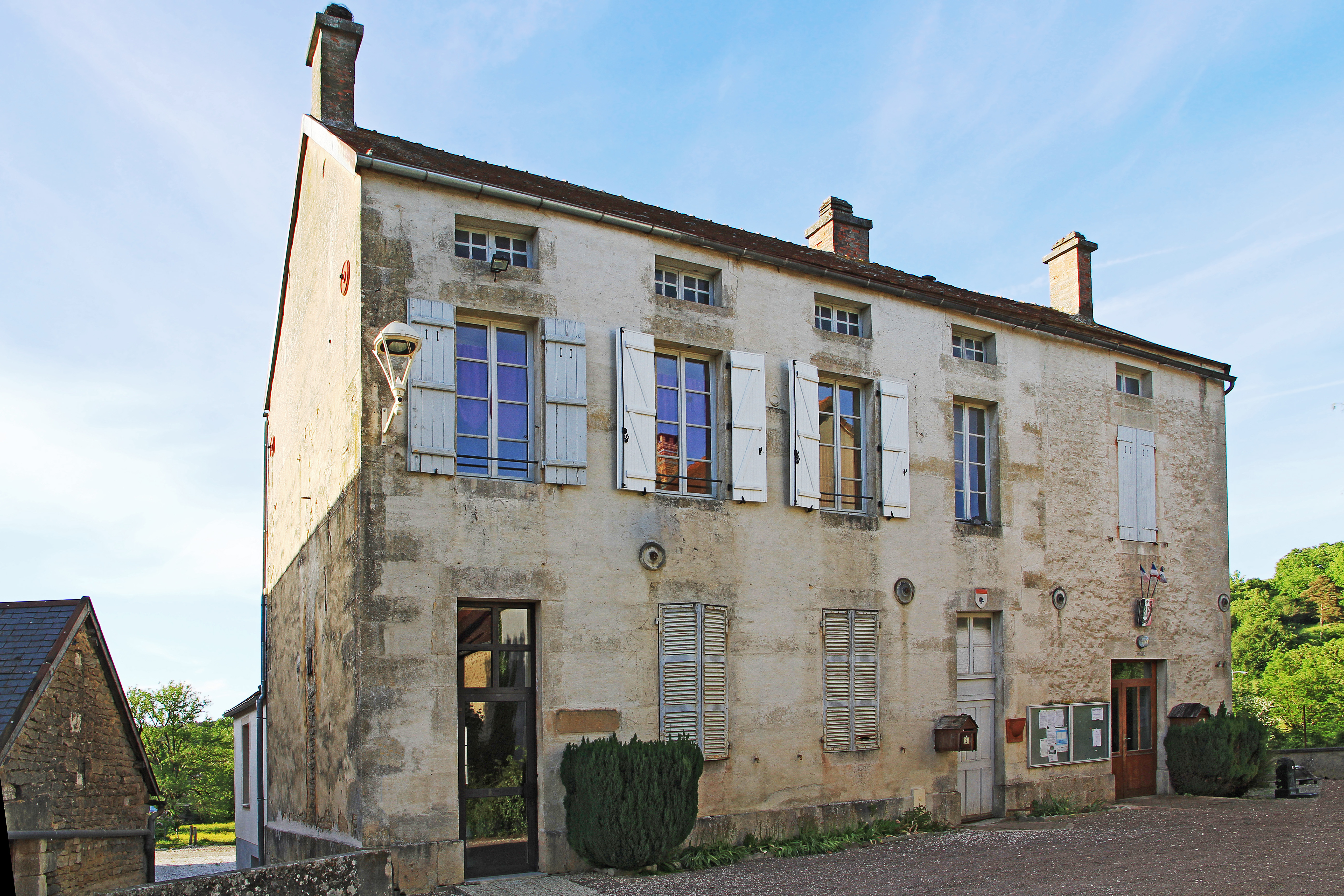
La mairie.

## Politique et administration
| Période                                  | Période   | Identité           | Étiquette | Qualité |
| ---------------------------------------- | --------- | ------------------ | --------- | ------- |
| mars 2001                                | mars 2008 | Geneviève Magerand | -         | -       |
| mars 2008                                | en cours  | Bernard Mongenet   | -         | -       |
| Les données manquantes sont à compléter. |           |                    |           |         |

## Démographie
L'évolution du nombre d'habitants est connue à travers les recensements de la population effectués dans la commune depuis 1793. Pour les communes de moins de 10 000 habitants, une enquête de recensement portant sur toute la population est réalisée tous les cinq ans, les populations de référence des années intermédiaires étant quant à elles estimées par interpolation ou extrapolation. Pour la commune, le premier recensement exhaustif entrant dans le cadre du nouveau dispositif a été réalisé en 2006.

En 2022, la commune comptait 46 habitants, en évolution de −13,21 % par rapport à 2016 (Côte-d'Or : +0,82 %, France hors Mayotte : +2,11 %).
| 1793 | 1800 | 1806 | 1821 | 1831 | 1836 | 1841 | 1846 | 1851 |
| ---- | ---- | ---- | ---- | ---- | ---- | ---- | ---- | ---- |
| 257  | 249  | 248  | 279  | 236  | 252  | 254  | 265  | 270  |

| 1856 | 1861 | 1866 | 1872 | 1876 | 1881 | 1886 | 1891 | 1896 |
| ---- | ---- | ---- | ---- | ---- | ---- | ---- | ---- | ---- |
| 258  | 221  | 208  | 213  | 191  | 184  | 195  | 187  | 166  |

| 1901 | 1906 | 1911 | 1921 | 1926 | 1931 | 1936 | 1946 | 1954 |
| ---- | ---- | ---- | ---- | ---- | ---- | ---- | ---- | ---- |
| 150  | 164  | 140  | 129  | 144  | 134  | 125  | 110  | 118  |

| 1962 | 1968 | 1975 | 1982 | 1990 | 1999 | 2006 | 2011 | 2016 |
| ---- | ---- | ---- | ---- | ---- | ---- | ---- | ---- | ---- |
| 110  | 87   | 67   | 47   | 55   | 57   | 62   | 49   | 53   |

| 2021 | 2022 | - | - | - | - | - | - | - |
| ---- | ---- | - | - | - | - | - | - | - |
| 48   | 46   | - | - | - | - | - | - | - |

## Lieux et monuments
Duesme possède quelques sites remarquables parmi lesquels :
- l'église Saint-Philippe-et-Saint-Jacques[18], déplacée à la fin du XVIIe siècle[19] depuis le plateau au centre du village actuel. Elle est alors construite selon un plan allongé (sans transept) orienté nord-sud ; le clocher-porche carré est en avancée sur la façade, avec une seule ouverture au nord qui précède la porte ouvrant sur la nef ; la longue abside à cinq côtés est un peu plus étroite que la nef, un seul toit à deux pans court de la tour du clocher à l'abside où il se termine par trois croupes biaises ; bâtiment inscrit à l'inventaire général du patrimoine culturel[20]. Elle renferme plusieurs statues en bois polychrome des XVIIe et XVIIIe siècles[21].
- les vestiges d'un château médiéval construit sur un éperon rocheux dont la crypte de la chapelle, inscrite à l'inventaire des monuments historiques en 2006, conserve des éléments gallo-romains de réemploi[22] ; site  Inscrit MH (2006)[23]. Le site est en cours de réhabilitation[24] ;
- l'entrée du promontoire qui abrite les vestiges d'un petit prieuré, le prieuré Saint-Étienne, ayant fait l'objet de fouilles en 1959[25]. Bâti au XIIIe siècle sur un sanctuaire plus ancien il est ruiné au XVIe siècle par les guerres de Religion[21] ;
- au pied du versant ouest du promontoire creusé par le confluent de la Seine, la douix de Lafont jaillit à 358 mètres d'altitude du « Trou-Madame » dont le débit est impressionnant lors des hautes eaux. Le parcours souterrain est parfois visité par des spéléologues dans d'autres circonstances[26].

## Héraldique
| Blason | Blasonnement : D'argent à l'aigle essorante d'azur, au chef de gueules. |

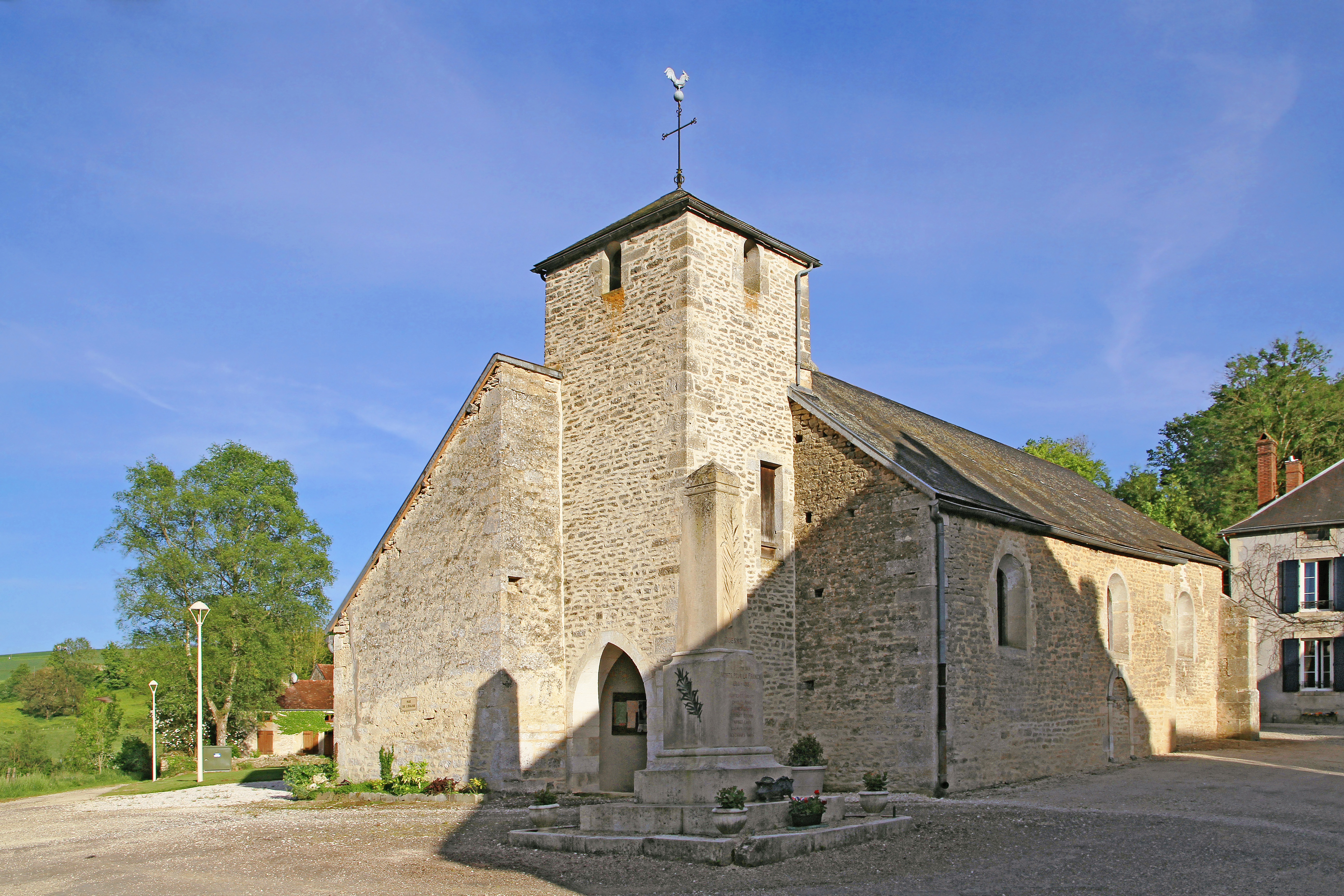
Façade et clocher-porche au nord.
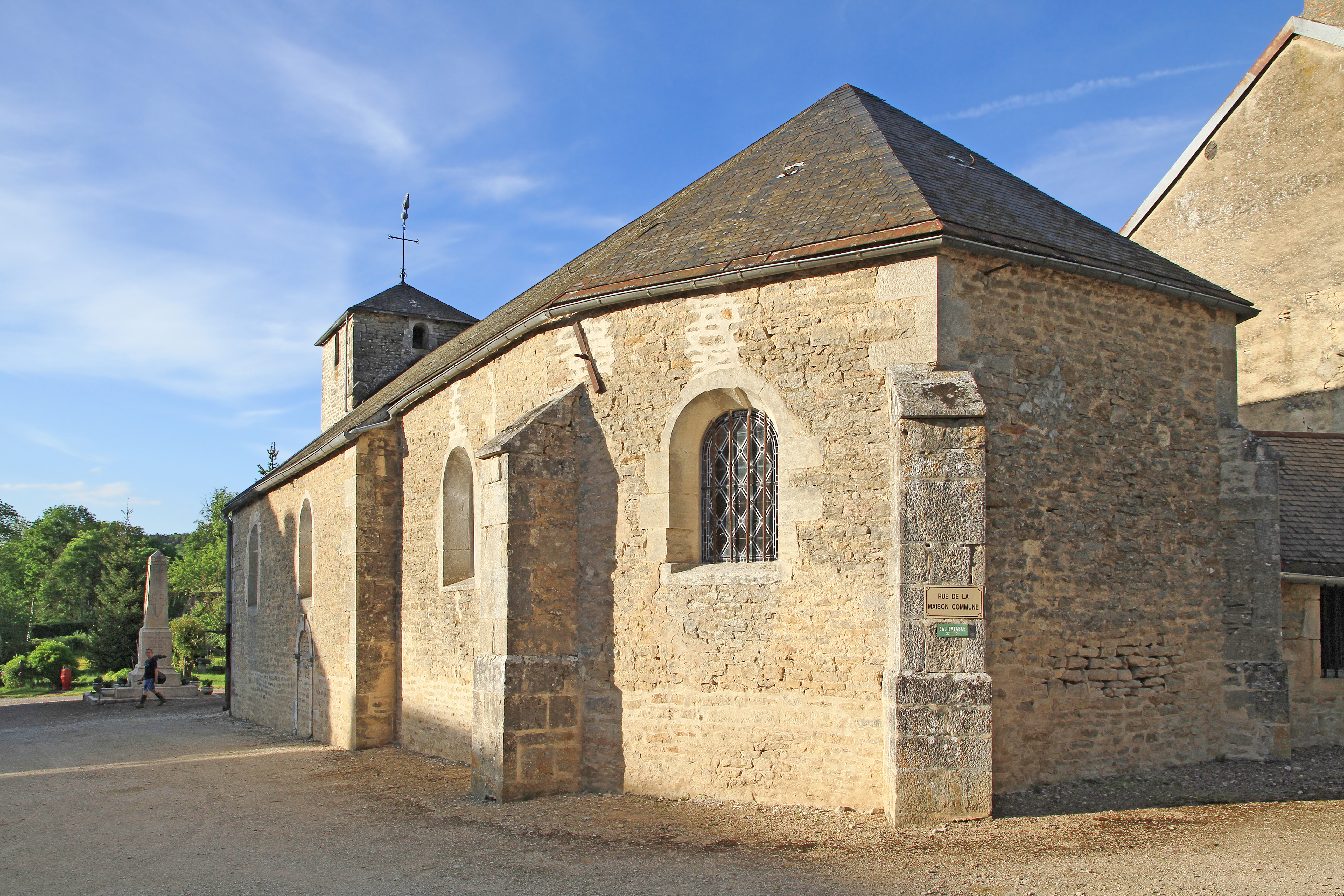
Abside à cinq côtés au sud.
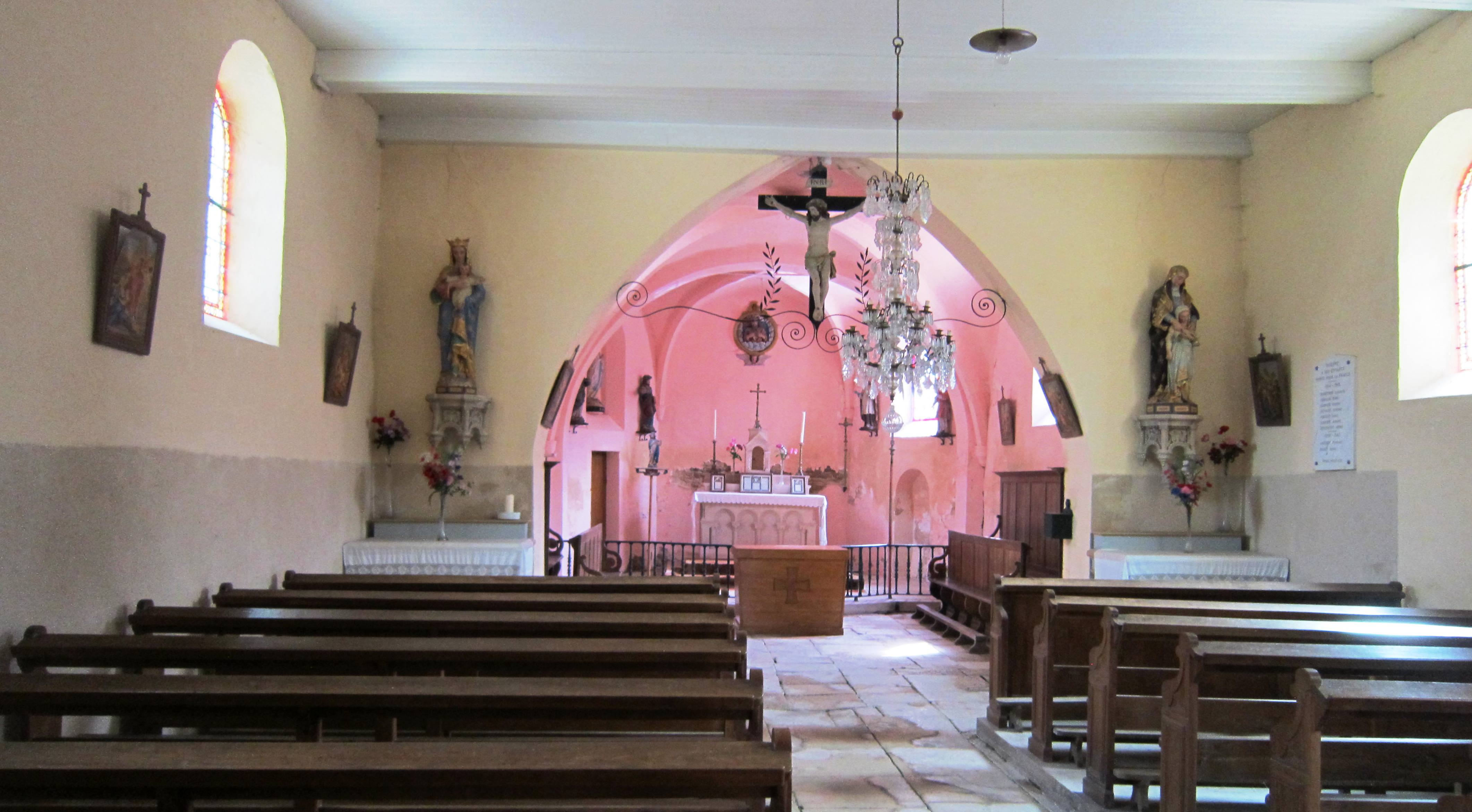
La nef et l'abside.
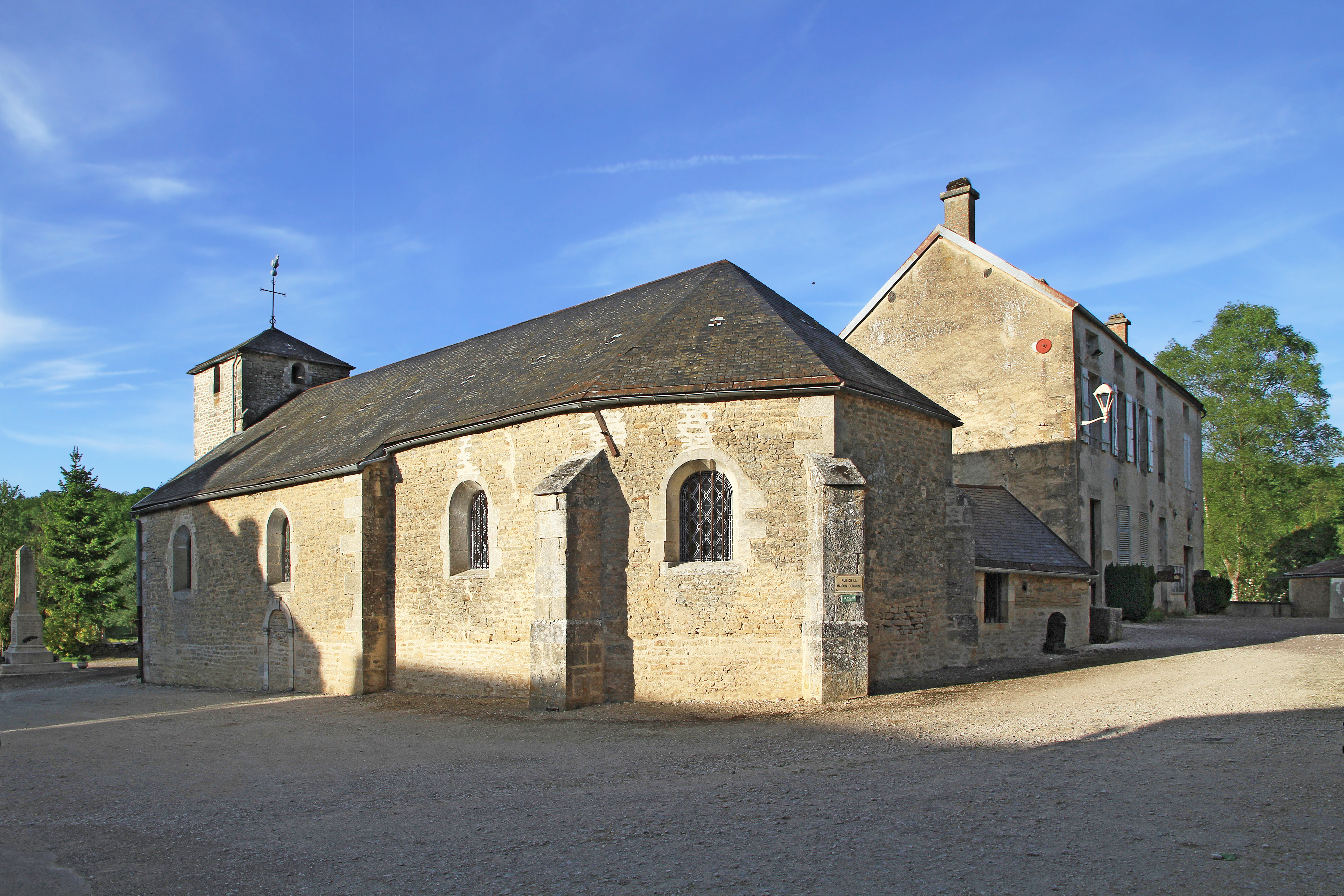
Église et mairie.